# Norman Darcy (Adliger, vor 1236)
Sir Norman Darcy (* um 1236; † 1295 oder 1296) war ein englischer Adliger und Militär.
Norman Darcy entstammte der Familie Darcy, einer Adelsfamilie aus Lincolnshire. Er war der älteste Sohn von Philip Darcy und von dessen Frau Isabel Bertram. Nach dem Tod seines Vaters 1264 erbte er die Besitzungen der Familie. Während sein Vater jedoch ein loyaler Unterstützer von König Heinrich III. gewesen war, unterstützte Norman die Adelsopposition, die im Krieg der Barone offen gegen den König rebellierte. Zusammen mit seinem Bruder Roger wurde er kurz vor dem 4. Juni 1264 in Hull wahrscheinlich wegen des Mordes an William Gorham und wegen Rebellion gegen den König verhaftet. Nach dem Sieg der königlichen Partei über die Rebellen in der Schlacht bei Evesham 1265 wurden Darcys Besitzungen vom König beschlagnahmt. Der König vergab die Besitzungen an seine Frau, Königin Eleonore von der Provence, und an Geoffrey de Neville. Norman Darcy wurde zusammen mit seinem Bruder Roger und ihrem Onkel Thomas 1267 begnadigt. Er musste aber eine hohe Strafe an den König zahlen, um seine Besitzungen zurückzuerhalten. Dafür musste er hohe Schulden bei jüdischen Geldverleihern in London und in anderen Städten aufnehmen. Anschließend verkauften die Geldverleiher diese Schulden in Höhe von £ 460 an Eleonore von Kastilien, die Frau des Thronfolgers Eduard. Darcy musste von ihr sein Land pachten und vierzehn Jahre lang jeweils £ 60 an Eleonore von Kastilien zahlen, um seine Schulden zu tilgen. Weitere Schulden musste er aufnehmen, um die Kosten für die Teilnahme an den Feldzügen von König Eduard I. zur Eroberung von Wales aufzubringen, wozu er als Kronvasall verpflichtet war. Er nahm an den Feldzügen von 1277 und 1282 sowie am Feldzug zur Niederschlagung der Rebellion von Rhys ap Maredudd 1287 teil, dazu diente er 1291 dem König in Schottland, wo dieser über die Ansprüche der Anwärter auf den schottischen Thron entscheiden sollte. Vor Februar 1284 wurde Darcy zum Knight Banneret erhoben. Um seine Schulden zurückzuzahlen, musste er schließlich wertvollen Landbesitz, unter anderem bei Nocton, Dunston und Stallingborough an Königin Eleonore von Kastilien, an den Templerorden, an Newhouse Abbey und an die Bischöfe von Ely verkaufen.
In erster Ehe hatte Darcy Julian geheiratet. Mit ihr hatte er mindestens einen Sohn:
- Philip Darcy, 1. Baron Darcy of Nocton (um 1259–1333)

Nach dem Tod seiner ersten Frau, die vor dem 15. Juni 1281 gestorben war, heiratete Darcy in zweiter Ehe Margery, die Witwe von Ralph Rastel. Sein Erbe wurde sein Sohn Philip aus seiner ersten Ehe.